# Ulea
Ulea è un comune spagnolo di 939 abitanti situato nella comunità autonoma di Murcia.